# Isthmiade
Isthmiade is een kevergeslacht uit de familie van de boktorren (Cerambycidae). De wetenschappelijke naam van het geslacht werd voor het eerst geldig gepubliceerd in 1864 door Thomson.

## Soorten
Isthmiade omvat de volgende soorten:
- Isthmiade necydalea (Linnaeus, 1758)
- Isthmiade braconides (Perty, 1832)
- Isthmiade buirettei Tavakilian & Peñaherrera, 2005
- Isthmiade cylindrica Zajciw, 1972
- Isthmiade ichneumoniformis Bates, 1870
- Isthmiade laevicollis Tippmann, 1953
- Isthmiade macilenta Bates, 1873
- Isthmiade mariahelenae Clarke, 2013
- Isthmiade martinsi Clarke, 2009
- Isthmiade modesta Gounelle, 1911
- Isthmiade parabraconides Giesbert, 1991
- Isthmiade perpulchra Linsley, 1961
- Isthmiade planifrons Zajciw, 1972
- Isthmiade rubra Bates, 1873
- Isthmiade rugosifrons Zajciw, 1972
- Isthmiade vitripennis Giesbert, 1991
- Isthmiade zamalloae Clarke, 2009